# 滋賀県道141号山田草津線
滋賀県道141号山田草津線（しがけんどう141ごう やまだくさつせん）は、滋賀県草津市を通る一般県道。

## 概要
草津市山田町から草津市草津3丁目に至る。
接続する滋賀県道2号大津能登川長浜線と合わせ草津市の中心市街地を東西に横断する唯一の道路であるため、混雑しやすい道路である。

### 路線データ
- 起点：草津市山田町
- 終点：草津市草津3丁目（草津三丁目交差点、国道1号・滋賀県道2号大津能登川長浜線交点）
- 総延長：3.1 km

## 歴史
- 1958年（昭和33年）7月26日 - 滋賀県告示第291号により路線認定[2]。
- 1967年（昭和42年） - 当時JR西日本東海道本線と交差していた山田踏切を廃止するための陸橋工事が着工され、同時に滋賀県立湖南農業高等学校付近から国道1号との交差点までの拡幅工事も計画された[3]。
- 1972年（昭和47年）7月 - 草津市内では初めての立体交差として完成し、幅員18 m、延長464 mの陸橋が完成した[4]。
- 2001年（平成13年）度 - 北山田町から木川町にかけて1,288 mのバイパスが完成している[5]。

## 路線状況
滋賀県道42号草津守山線と国道1号の区間は平均旅行速度は20 km/h以下となっている。また、この区間の死傷事故の発生件数は3.00件/kmと多い。
木川町の旧道では、県道であった時代に滋賀県が施工した工事で、山寺川にある洗い場に下りる階段が一部撤去され、地域住民から不便と苦情が出たことがあった。これに対して滋賀県は早期に手直ししたいと回答した。

### バイパス
- 草津市北山田町 - 草津市木川町

### 道路施設

#### 橋梁
- 草津跨線橋[9]（東海道本線、草津市）

## 地理

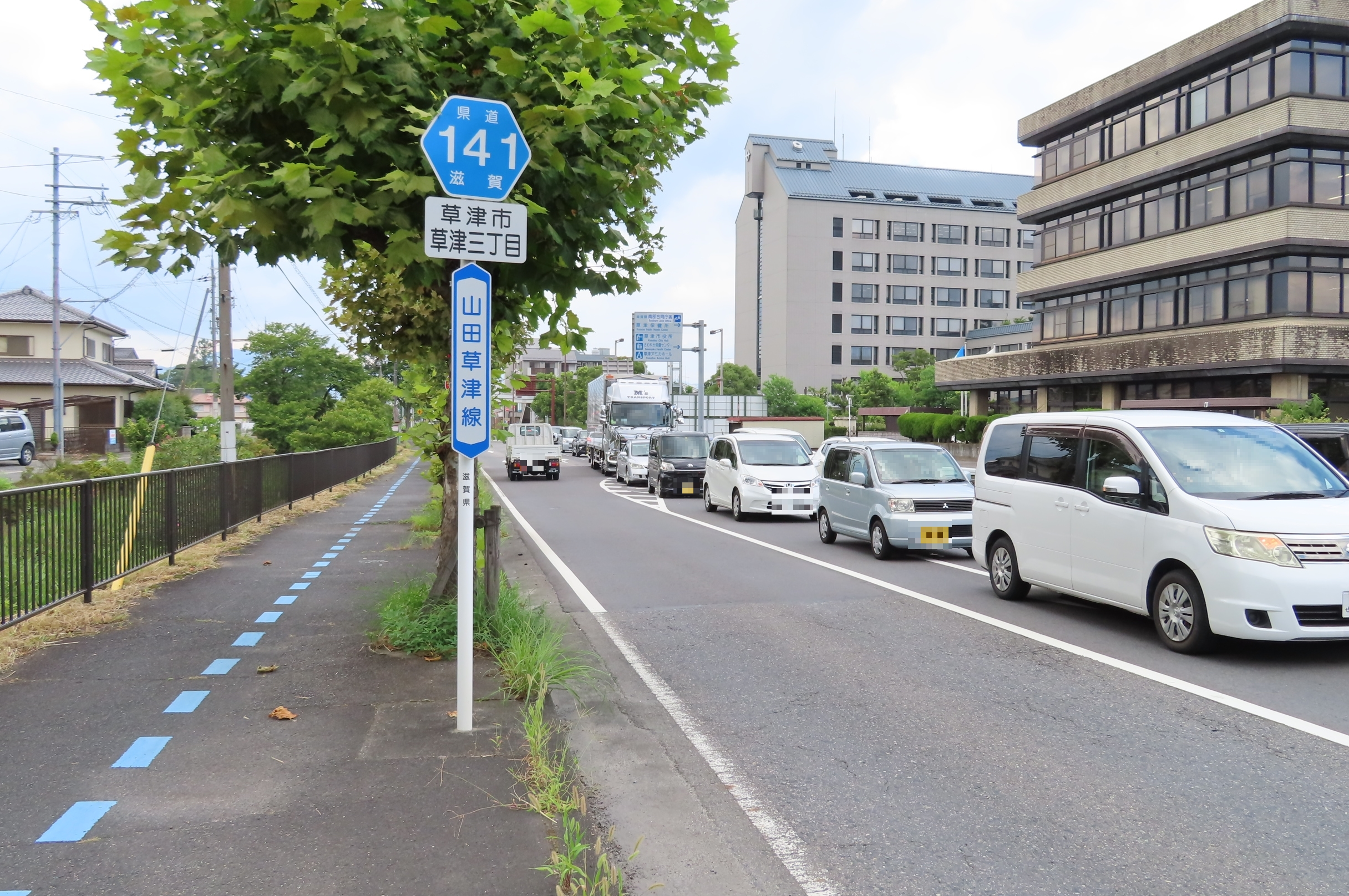
草津市草津二丁目（2020年8月撮影）。

### 通過する自治体
- 草津市

### 交差する道路
| 交差する道路                                     | 交差する場所 | 交差する場所            |
| ------------------------------------------------ | ------------ | ----------------------- |
| メロン街道                                       | 北山田町     |                         |
| 滋賀県道26号大津守山近江八幡線 / 浜街道          | 北山田町     | 北山田町中央交差点      |
| 滋賀県道42号草津守山線                           | 木川町       | 木川町交差点            |
| 国道1号 国道8号 重複 滋賀県道2号大津能登川長浜線 | 草津3丁目    | 草津三丁目交差点 / 終点 |

### 交差する鉄道
- 東海道本線

### 沿線
- 渡海神社
- 草津市立山田幼稚園
- 極楽寺
- 社会福祉法人すぎのこ保育園
- 滋賀県立湖南農業高等学校
- オムロン 草津事業所
- 柳谷寺
- 立木神社
- 草津市役所
- 草津電機